# 井口峰幸
井口 峰幸（いぐち たかゆき、1956年 - ）は、日本の陶芸家・美術団体の代表。陶芸団体 創土会代表。千葉県八街市出身。千葉県夷隅郡大多喜町三又在住。50年間途絶えていた大多喜焼を復活させ、千葉県指定伝統的工芸品大多喜焼窯元となる。また大多喜焼は、陶芸品として県内唯一の千葉県指定伝統的工芸品となった。さらに大多喜町唯一の千葉県指定伝統的工芸品でもある。

## 概要
千葉県八街市に生まれる。就職した書道団体の企画・広報の仕事で画廊を訪れた際に、陶芸家加守田章二の作品に感銘を受けて、陶芸家の道を志す。その後、仕事を退職し、一から陶芸を学ぼうと考え、愛知県立窯業高等技術専門校へ入校し、陶芸の基礎を学んだ。そして、さらに専門的に陶芸を学びたいと考えて、日本を代表する陶芸家も輩出する愛知県常滑市にある常滑市立陶芸研究所へ全国公募で研修生を募集する制度の１期生として入所する。1984年同研究所を修了後、当時の通産省工業技術院名古屋工業技術研究所瀬戸分室にて特別研究生として、釉薬の研究に取り組む。JICA青年海外協力隊に合格し、陶磁器隊員における西アフリカのガーナ共和国へ日本人2人目として赴任する。現地では、政府のシニアトレーニングオフィサー（上級職業訓練専門官）として、現地の窯業技術の商品化に携わった。2年の任期を終え、日本へ帰国後、千葉県大多喜町に工房阿弥陀窯を築窯する。阿弥陀窯では、伝統的釉薬の研究と千葉県産出原材料による陶磁器の試作開発に取り組み、国内外の公募展や個展での発表を中心に取り組んでいる。また陶芸の普及活動と芸術振興に対する考えから、創土会の代表として、毎秋に千葉県立美術館などでグループ展の開催などを積極的に取り組んでいる。阿弥陀窯で30年間取り組んできた千葉県産出原材料による陶磁器の開発では、房州唐津や房州白萩を試作し、50年の時期を途絶えていた大多喜焼を復活させた。2021年に千葉県知事より千葉県指定伝統的工芸品として、大多喜焼の指定を受けた。同年に千葉県指定伝統的工芸品大多喜焼窯元となった。

## 略歴[5]
- 1956年　千葉県八街市に生まれる
- 1983年　愛知県立窯業高等技術専門校 修了
- 1984年　常滑市立陶芸研究所 （現在の常滑市立とこなめ陶の森 陶芸研究所）修了
- 1984年　通産省 工業技術院 名古屋工業技術研究所 瀬戸分室 特別研究生
- 1985年　西アフリカ・ガーナ共和国政府機関にて青年海外協力隊 陶磁器隊員
- 1987年　陶芸による国際協力に関して日本国外務大臣より感謝状を授与
- 1988年　工房 阿弥陀窯を千葉県夷隅郡大多喜町に開窯
- 1992年　武蔵野美術大学 短期大学部 デザイン科 卒業
- 1999年　国画会 工芸部 会友に推挙
- 2021年　千葉県知事より千葉県指定伝統的工芸品として大多喜焼の指定を受ける
- 2021年　千葉県指定伝統的工芸品 大多喜焼窯元[6]となる
- 2021年　大多喜町ふるさと納税返礼品に作品が選ばれる[7]
- 2022年　千葉県大多喜町にギャラリー＆工房AMIDAYOUを設立

## 公募展における入選及び受賞歴[8]
- 長三賞現代陶芸展　入選 （通算2回入選）
- 国画会展　入選 （通算13回入選）
- 埼玉陶芸展 戸栗美術館賞　受賞
- 金沢工芸大賞コンペティション　入選 （以降連続入選）
- 北の菓子器展　入選 （通算3回入選）
- 伝統工芸新作展　入選
- 現代陶芸めん鉢大賞展　入選 （通算2回入選）
- テーブルウェアコンテスト　入選 （通算3回入選）
- 現代茶陶展　入選
- ながさき陶磁展　入選 （通算2回入選）
- 益子陶芸展　入選
- 世界工芸コンペティション金沢　入選 （通算2回入選）
- 現在形の陶芸 萩大賞展　入選
- 織部の心作陶展　入選
- セラミックアートFUJI国際ビエンナーレ　入選

## 出版[9]
- 最新現代陶芸湯呑み図鑑 （光芸出版）
- 現代茶碗集 （北辰堂）
- 現代皿鉢集 （光芸出版）
- 現代陶芸皿鉢図鑑 （北辰堂）
- 現代陶工辞典 （北辰堂）
- 現代徳利集 （北辰堂）
- 茶の湯茶碗銘鑑 （北辰堂）
- 現代茶入棗集 （北辰堂）
- ぐい呑み大鑑 （北辰堂）
- 平成陶芸銘鑑 （光芸出版）
- 千葉県美術家名鑑 （千葉日報社）
- 美術年鑑 （美術年鑑社）
- 世界芸術家辞典 （順天出版）
- 現代人気美術作家年鑑 （美術の杜出版 2008年～）
- 世界芸術家辞典 改訂版 （順天出版）
- J.arts （麗人社）

## 主な個展歴
- 2011年　いすみ市立田園の美術館
- 2016年　千葉県立美術館　（創土会展での特別展）
- 2018年　千葉県立美術館　（創土会展での特別展）
- 2021年　千葉県立美術館　（創土会展での特別展）
- 2022年　千葉県立美術館　（創土会展での特別展）

## 主なメディアへの出演歴
1989年　NHK教育テレビ あしたへジャンプ「はるかなる国より」（1989年2月20日放送）に出演
2021年　株式会社明治による明治プレミアムアイスクリームの宣伝に起用
2021年　フジテレビ 千葉の贈り物 「復活＋発展！大多喜焼」（2021年12月26日放送）に出演
2022年　BAY FM 78「YOU 遊 チバ」にて千葉の伝統工芸（2022年3月9日放送）に大多喜焼が紹介
2023年　NHK BS プレミアム ニッポンぶらり鉄道旅「小湊鐡道・いすみ鉄道」（2023年4月26日放送）に出演